# 岡田正平 (ラグビー選手)
岡田 正平（おかだ しょうへい、1984年9月13日 - ）は、日本の元ラグビー選手。

## プロフィール
- 岡山県出身。
- ポジションはロック(LO)、ナンバーエイト(No.8)。
- 身長 180cm、体重 95kg

## 略歴
2003年、新田高校卒業後、帝京大学に入学する。なお新田高校時代、主将を務めたことがある。
2006年、帝京大学ラグビー部の主将に就任した
2007年、帝京大学卒業後、コカ・コーラウエストレッドスパークスに加入。同年12月8日に行われたジャパンラグビートップリーグ第6節の神戸製鋼コベルコスティーラーズ戦にて先発出場で公式戦初出場を果たす。
2014年、現役を引退した。